# Christian August Günther (Jurist)
Christian August Günther (* 14. Juni 1758 in Schönstedt bei Langensalza; † 16. Juli 1839 in Berlin) war ein deutscher Jurist.

## Leben
Christian August Günther habilitierte sich 1781 als Privatdozent an der Universität Leipzig.
1786 wurde er außerordentlicher und 1788 ordentlicher Professor der Rechte an der Universität Helmstedt; einer seiner Schüler war Friedrich Karl von Strombeck.
1804 ging er als Appellationsrat an das Appellationsgericht Dresden (heute: Landgericht Dresden) und 1815 an das Appellationsgericht Naumburg, das am 20. März 1816 zum Oberlandesgericht Naumburg umbenannt wurde, so dass er Oberlandesgerichtsrat wurde.
Bei seinem Tod war er Geheimer Obertribunalrat.

## Ehrungen und Auszeichnungen
- 1788 wurde Christian August Günther im Herzogtum Braunschweig zum Hofrat ernannt.
- Er war Ritter des Roten Adlerordens.

## Schriften (Auswahl)
- Leipziger Magazin für Rechtsgelehrte. Leipzig 1786.
- Dissertatio inaug. de furto domestico. Leipzig 1786.
- Bertochii promptuarium juris post Hommelium curavit etc. Leipzig 1788.
- Annalesliterarii. 1789.
- Herausg. mit Theodor Hagemann: Archiv für die theoretische und praktische Rechtsgelehrsamkeit. Helmstedt 1792.
- Historia juris Romani. Helmstedt 1798.
- Mosheim's allgemeines Kirchenrecht der Protestanten, neu bearbeitet und fortgesetzt. Leipzig 1800.
- Rechtliche Bemerkungen. Helmstedt 1802.
- Principia Iuris Romani privati novissimi: In usum academicum 1. Jena 1805.
- Principia Iuris Romani privati novissimi : In usum academicum 2. Jena 1809.
- Kurze Darstellung der großen Völker-Schlacht der hohen verbündeten Mächte bei Leipzig: nebst dem Wissenswürdigsten und allgemein Interessanten aus den Ereignissen jener Tage. Eisenberg 1814.